# Dillingen, Luxemburg
Dillingen (franska) (luxemburgiska: Déiljen lyssna (fil), tyska: Dillingen) är en ort i kantonen Echternach i östra Luxemburg. Den ligger i kommunen Beaufort vid floden Sauer, cirka 30 kilometer nordost om staden Luxemburg. Orten har 267 invånare (2022).